# Andreas Knippling
Andreas Knippling (* 21. Dezember 1966 in Hennef-Bröl) ist ein deutscher Springreiter und Pferdezüchter. Er ist Träger des Goldenen Reitabzeichens.
Andreas Knippling wuchs auf einem Reiterhof auf und kam daher früh zum Reitsport. Nach einer Ausbildung zum Versicherungskaufmann wurde er Berufsspringreiter. Er hatte zwei Jahre Reitausbildung bei Paul Schockemöhle. Mit 21 gewann er seinen ersten Großen Preis in der Philipshalle in Düsseldorf. Danach gewann er zweimal das Große Finale des Aachener Hallenturniers. 2000 gewann er das Masters von Monaco. 2004 und 2005 gewann er den Großen Preis von Redefin (CSI 3*, 2004 mit Pleasure, 2005 mit Papparazzi), 2007 wurde er Dritter im Großen Preis von Hannover (CSI 4*, mit Neolisto van het Mierenhof).
Im Jahr 2009 errang er mit Neolisto van het Mierenhof den sechsten Platz im Großen Preis von Aachen (CSIO 5*), der wichtigsten Springprüfung in Deutschland. Im selben Jahr war Knippling Mitglied der deutschen Mannschaft in der Wertungsprüfung des Meydan FEI Nations Cups in Hickstead, die hier den Sieg erlangte.
Knippling hat gemeinsam mit seiner ehemaligen Ehefrau, der Springreiterin Luciana Diniz, zwei Söhne. Er führt einen Turnier- und Ausbildungsstall in Hennef-Bröl, zuvor war er in Zülpich-Merzenich tätig.
Knippling war im Jahr 2011 Mitglied des deutschen B2-Kaders der Springreiter.

## Pferde
Knipplings erfolgreichstes Pferd war über mehrere Jahre hinweg Neolisto van het Mierenhof, ein dunkelbrauner, 1997 geborener Wallach der Rasse Belgisches Sportpferd (sBs). Vater ist Landwind, der Muttervater ist Feinschnitt I. Der Wallach wurde 2012 nach Kanada verkauft.